# Turany nad Ondavou
Turany nad Ondavou est un village de Slovaquie situé dans la région de Prešov.

## Histoire
Première mention écrite du village en 1567.

## Démographie

### Évolution de la population
| Année:               | 1994. | 2004.   | 2014.   | 2024.    |
| -------------------- | ----- | ------- | ------- | -------- |
| Nombre de personnes: | 409   | 402     | 388     | 345      |
| Différence:          |       | -1,71 % | -3,48 % | -11,08 % |

| Année:               | 2023. | 2024.   |
| -------------------- | ----- | ------- |
| Nombre de personnes: | 347   | 345     |
| Différence:          |       | -0,57 % |

## Personnalités
- Marika Gombitová (°1956), chanteuse et compositrice slovaque